# Zolhafah
Zolhafah is een geslacht van uitgestorven pleurodire schildpadden dat werd ontdekt in de westelijke woestijn van Egypte. 

## Naamgeving
Het geslacht bestaat uitsluitend uit de typesoort Zolhafah bella, in 1998 benoemd door France de Lapparent de Broin en Christa Werner. De geslachtsnaam Zolhafah is afgeleid van het Arabische zolhafa of salifhafa, 'schildpad'. De soortaanduiding is het het Latijnse bella, 'mooi'.
Het holotype van Zolhafah, de schedel Vb-173, werd tijdens opgravingen in 1979 en 1980 ontdekt in de Ammonite Hill-afzetting van de Dakhlaformatie in Egypte, die dateert uit het Maastrichtien.

## Beschrijving
De bewaarde schedel van Zolhafah is 7,2 centimeter lang. De beschrijvers merken op dat hij verschilt van Bothremys en Rosasia door zijn iets meer afgeronde snuit, waarbij het achterste gedeelte van de schedel is verkort. Net als bij Bothremys bevinden de choanae, de interne neusgaten, zich op hetzelfde niveau als het vermalende oppervlak van het verhemelte. Hij verschilt ook van Bothremys en Rosasia door vele kleine details, zoals een voorhoofdsbeen langer dan de prefrontale, langwerpige oogkassen kleiner dan die van Rosasia en groter dan die van Bothremys, en een hoger voorste premaxillaire oppervlak. De condylus occipitalis, de achterhoofdsknobbel, ligt iets achter het kaakgewrichtsuitsteeksel van het quadratum, vergelijkbaar met Rosasia en Bothremys. De schedel is het enige element uit de vindplaats Ammonite Hills dat met zekerheid kan worden toegeschreven aan Zolhafah.

## Fylogenie
Zolhafah werd binnen de Bothremydidae in de Bothremydinae geplaatst.